# 国家情報サービスセンター
Service d'Intelligence National （ National Intelligence Service、SIN）は、1986年のジャン＝クロード・デュヴァリエ大統領の失脚後、反デュヴァリエの抗議運動の最盛期に、米国中央情報局（CIA）によって設立されたハイチの諜報機関。CIAは対麻薬でSINを訓練するために年間50万から100万ドルを提供した。しかしSINは麻薬に関する情報を提供せず、代わりに政治的反対者に対して彼らの訓練を使った。　

1987年のハイチ総選挙は、選挙当日にSINメンバーのCol Jean Claude Paulが率いる30から300人の有権者を殺害した後に中止された。ジミー・カーターは後でそれを書いた
 「投票するために並んだ市民は、テロリストの弾丸の核兵器で刈り取られた。いずれかのオーケストレーションや殺人を容認していた軍事指導者は、選挙をキャンセルして、政府のコントロールを維持するために動いた。」  
 それにもかかわらず、たとえSINが政治的反対者を狙い続けたとしても、CIAはSINに年間最高100万ドルを与え続けた。1986年から1991年の間にSINは5000人までの民主的運動のメンバーを殺害した。
CIAは、1990 - 91年のハイチ総選挙の後、ジャン＝ベルトラン・アリスティドは1991年のクーデターで8ヶ月の大統領職を終えた後にSINとの関係を断ち切った。SINのサポート、および麻薬取引での関与は、1993年に公共になった。
Emmanuel Constantは、SINの発見を手助けしたと述べている。